# 卡姆揚卡區
卡姆扬卡區（烏克蘭語：Кам'янський район）是位於烏克蘭中部切爾卡瑟州的舊區，行政中心設於卡姆揚卡，並於2020年被撤銷。該區面積725.4平方公里，2015年人口28,058，人口密度每平方公里38.68人。
1. ↑  . Міністерство розвитку громад та територій України.   [2022-05-24]. （原始内容存档于2022-02-25） （乌克兰语）.